# Puccinia australis
Puccinia australis ist eine Ständerpilzart aus der Ordnung der Rostpilze (Pucciniales). Der Pilz ist ein Endoparasit von Fetthennen sowie der Süßgrasgattung Cleistogenes. Symptome des Befalls durch die Art sind Rostflecken und Pusteln auf den Blattoberflächen der Wirtspflanzen. Sie ist paläarktisch verbreitet.

## Merkmale

### Makroskopische Merkmale
Puccinia australis ist mit bloßem Auge nur anhand der auf der Oberfläche des Wirtes hervortretenden Sporenlager zu erkennen. Sie wachsen in Nestern, die als gelbliche bis braune Flecken und Pusteln auf den Blattoberflächen erscheinen.

### Mikroskopische Merkmale
Das Myzel von Puccinia australis wächst wie bei allen Puccinia-Arten interzellulär und bildet Saugfäden, die in das Speichergewebe des Wirtes wachsen. Die Aecien des Pilzes besitzen 18–20 × 16–18 µm große, hyaline Aeciosporen mit runzliger Oberfläche. Die hellorangen Uredien der Art wachsen zumeist oberseitig auf den Blättern der Wirtspflanze. Ihre hellgelben bis farblosen Uredosporen sind für gewöhnlich eiförmig bis breitellipsoid, 17–22 × 16–18 µm groß und fein stachelwarzig. Die blattunterseitig wachsenden Telien der Art sind schwärzlich, pulverig und früh unbedeckt. Die tief goldenen bis haselnussbraunen Teliosporen des Pilzes sind zweizellig, in der Regel ellipsoid bis breit eiförmig und 30–40 × 21–24 µm groß. Ihre Stiele sind farblos bis hellgelblich und bis zu 100 µm lang.

## Verbreitung
Das bekannte Verbreitungsgebiet von Puccinia australis umfasst die Paläarktis.

## Ökologie
Die Wirtspflanzen von Puccinia australis sind für den Haplonten Fetthennen (Sedum spp.) sowie Cleistogenes serotina und C. squarrosa für den Dikaryonten. Der Pilz ernährt sich von den im Speichergewebe der Pflanzen vorhandenen Nährstoffen, seine Sporenlager brechen später durch die Blattoberfläche und setzen Sporen frei. Die Art verfügt über einen Entwicklungszyklus mit Telien, Uredien, Spermogonien und Aecien und macht einen Wirtswechsel durch.